# Eumerus kashmerensis
Eumerus kashmerensis är en tvåvingeart som beskrevs av Kohli, Kapoor och Gupta 1988. Eumerus kashmerensis ingår i släktet månblomflugor, och familjen blomflugor. Inga underarter finns listade i Catalogue of Life.